# جوزيف وايت (عالم نفس)
جوزيف وايت (بالإنجليزية: Joseph White)‏ هو عالم نفس أمريكي، ولد في 19 أكتوبر 1932 في لنكن في الولايات المتحدة، وتوفي في 21 نوفمبر 2017.